# انيروفيتون
انيروفيتون (Aneurophyton)، هو جنس من النباتات الوعائية المنقرضة، يشبه نبات السراخس وعاش مع نبات الاكيوبتيرس في أواهر العصر الديفوني وفي هذا الوقت تكاثرت نباتات أخرى من نفس الطراز ولكنها كانت بأشكال متعددة عاشت في الغابات الضخمة للعصر الفحمي وقد تكونت منها الرواسب الفحمية الثمينة.